# Hydropsyche bronta
Hydropsyche bronta là một loài Trichoptera trong họ Hydropsychidae. Chúng phân bố ở miền Tân bắc.